# Synclysmus niger
Synclysmus niger är en fjärilsart som beskrevs av Pierre E.L. Viette 1971. Synclysmus niger ingår i släktet Synclysmus och familjen mätare. Inga underarter finns listade i Catalogue of Life.